# Klaus Jürgen-Fischer
Klaus Jürgen-Fischer (* 23. Oktober 1930 in Hüls; † 3. Dezember 2017 in Rastatt) war ein deutscher Maler, Schriftsteller und Professor für Malerei an der Johannes Gutenberg-Universität Mainz (1983–1995) und Redakteur mehrerer Kunstzeitschriften.

## Studium
Jürgen-Fischer studierte 1949 bis 1952 Bildende Kunst an der Kunstakademie Düsseldorf sowie an der Staatlichen Akademie der Bildenden Künste Stuttgart und war dort Schüler von Willi Baumeister. Nach einem sechsmonatigen Studienaufenthalt in Paris studierte er 1953 bis 1954 Philosophie an den Universitäten Köln und Stuttgart.

## Akademische Karriere
In den Jahren 1965 bis 1971 hatte er Lehraufträge am Hochschulinstitut für Kunst- und Werkerziehung, Mainz, und an der Städel-Kunsthochschule, Frankfurt am Main. In den Jahren 1977 bis 1978 hatte er einen Lehrauftrag an der Hochschule für Bildende Kunst, Karlsruhe und wurde dann 1978 bis 1980 Direktor des Instituts für Bildende Kunst der Universität Karlsruhe.

## Zeitschriften
In den Jahren 1953 bis 1954 hatte er mit E. Walther die Redaktion der Zeitschrift augenblick inne (Herausgeber: Max Bense).
In den Jahren 1955 bis 1984 war er Chefredakteur der Zeitschrift Das Kunstwerk, Baden-Baden, in der eine durchaus ambivalente Position zur abstrakten Kunst bezog.
1960 gründete er die Zeitschrift Vernissage.
Zusätzlich leitete er von 1982 bis 1984 die Redaktion der Vierteljahresschrift Kunstreport des Deutschen Künstlerbundes, in dessen Vorstand er zwischen 1971 und 1985 mehrfach gewählt wurde. Er lebte unter anderem in Freiburg-Munzingen.
Ab 1996 war er Präsident der Association FORUM D'ART, Château de Vaudrémont bei Colombey-les-Deux-Églises und Mitglied der Freien Akademie der Künste, Mannheim. 2011 lebte und arbeitete er in Baden-Baden und Château de Vaudrémont (Colombey les Deux Églises).

## Bücher und Kataloge
- Klaus Jürgen-Fischer: Der Unfug des Seins – Phänomenologische Skizzen zur Kritik der Ontologie. Krefeld, 1955
- Klaus Jürgen-Fischer: Hommage à la peinture, Katalogtext Robert Kudielka: "Malerei kommt von Malerei ...". Faltblatt zur Ausstellung, Galerie Lauter, Mannheim 14.6. – 27.7.1968.[5]
- Klaus Jürgen-Fischer. Bilder und Zeichnungen. Kunsthalle Mannheim, 1. bis 30. Okt. 1977, Mannheim, Mannheimer Morgen 1977, 8°. 148 S. mit zahlr. teils farb. Abb.
- Klaus Jürgen-Fischer: Figuren und Landschaften. 1985
- Klaus Jürgen-Fischer. Bilder und Zeichnungen. Katalog zur Ausstellung vom 28. Mai bis 2. Juli, 1989 im Landesmuseum Mainz. Mit Widmung von Klaus Jürgen-Fischer.
- Ekkehard Mai (Text), Robert Häusser (Fotografien): Klaus Jürgen-Fischer. Gemälde, Plastiken, Zeichnungen. Heidelberg / Edition Braus, 1992, ISBN 3-89466-023-6
- Klaus Jürgen-Fischer: Kunstspektakel / Kunstdebakel. Kunstkritisches Tagebuch 1968–1982, Köln Salon Verlag 2001, 576 S., ISBN 3-89770-142-1
- Klaus Jürgen-Fischer: Neue Abstraktion. New abstraction. Baden-Baden, 128 S., Agis, o. J., Sonderdruck Das Kunstwerk.
- Klaus Jürgen-Fischer, Hamburg Galerie Levy 2002, Ausstellungskatalog; 32 S.

## Film
- Film von Pierre Lacourt: Die Malstunde – Porträt des Künstlers Klaus JÜRGEN-FISCHER. , BITCOM International im Auftrag des ZDF in Zusammenarbeit mit ARTE, 2003

## Ausstellungen
- 1950: Kunstkabinett Uhrig, Krefeld
- 1955: Zimmergalerie Franck, Frankfurt am Main
- 1956: Kaiser-Wilhelm-Museum, Krefeld
- 1957: Kunstkabinett Neuburger, Duisburg
- 1957: Atelier Otto Piene, 6. Abendausstellung, Düsseldorf
- 1958: Graphisches Kabinett Dr. Grisebach, Heidelberg
- 1958: Galerie Ruth Nohl, Siegen
- 1959: Drian-Gallery, London
- 1959: Galerie Clasing, Münster
- 1959: Neue Galerie Parnass, Wuppertal
- 1960: Galerie Rolf Schmücking, Braunschweig
- 1960: Galleria "il grifo", Turin
- 1960: Galerie Schnoor, Bremen
- 1960: Galerie Hermeyer, Bochum
- 1961: Galerie Brusberg, Hannover
- 1962: Galleria XXII Marzo, Venedig (Hayes Galleries Inc., New York)
- 1960: Galerie Rottloff, Karlsruhe
- 1960: Kleine Galerie, Schwenningen
- 1960: Galerie Baier, Mainz
- 1964: Galleria Cadario, Mailand
- 1964: Galerie Schiessel, Freiburg im Breisgau
- 1964: Galerie Dr. Appel, Frankfurt am Main
- 1964: Haus am Lützowplatz, Berlin
- 1965: Sala Neblí, Madrid
- 1965: Galerie Toni Brechbühl, Grenchen
- 1965: Galerie Wilm Falazik, Bochum
- 1968: Galerie Lauter, Mannheim
- 1969: Kunstverein Freiburg im Breisgau
- 1970: Staatliche Kunsthalle Baden-Baden
- 1970: Galerie Dieter Cornels, Baden-Baden
- 1971: Forum Kunst, Rottweil
- 1971: Galerie am Schönwasserpark, Krefeld
- 1972: Galerie Toni Brechbühl
- 1972: Goethe-Institut, Kairo
- 1973: Städtische Galerie Nordhorn
- 1973: Galerie im Hause Behr, Stuttgart[6]
- 1974: Galerie Schüler, Berlin
- 1975: Galerie van de Loo, München
- 1975: Städtischer Kunstpavillon Soest
- 1976: Galerie Dr. Luise Krohn, Konstanz
- 1976: Galerie Kröner, Freiburg im Breisgau
- 1977: Märkisches Museum der Stadt Witten
- 1977: Galerie Klang, Köln
- 1977: Galerie Defet, Nürnberg
- 1977: Städtische Kunsthalle Mannheim
- 1978: Galerie Stolánová, Wiesbaden
- 1978: Galerie Landesgirokasse, Stuttgart
- 1979: Galerie Apfelbaum, Karlsruhe
- 1979: Galerie Stolánová, "ART '79", Basel
- 1979: Haus des Bundes Deutscher Architekten, Bonn
- 1980: Galerie Niepel, Düsseldorf
- 1980: Galerie "Die Treppe", Lahr
- 1980: Galerie Stolánová, "ART '80", Basel
- 1982: Galerie Kröner, Schloss Rimsingen, Breisach
- 1983: Galerie Döbele, Ravensburg
- 1983: Galerie Fahlbusch, Ludwigshafen am Rhein
- 1983: Gesellschaft der Freunde junger Kunst, Baden-Baden
- 1985: Galerie Stolánová, Wiesbaden
- 1986: Kunstverein Augsburg
- 1986: Art Club + Kunstforum, Freiburg im Breisgau
- 1988: Galerie Gabrielle Fliegans, Straßburg
- 1989: Landesmuseum Mainz
- 1990: Städtische Museen Freiburg im Breisgau
- 1993: Galerie Suzanne L. Fischer, Baden-Baden
- 1993: Galerie Stolánová, Wiesbaden
- 1995: Kommunale Galerie Schlangenbad
- 1997: Galerie Waldherr, Kirchheimbolanden
- 2000: Gesellschaft der Freunde junger Kunst, Baden-Baden
- 2000: Galerie von Tempelhoff, Karlsruhe
- 2001: Palazzo Albrizzi, Venedig
- 2001: Maison de l'Europe, Paris
- 2002: Musée de l'Art et d'Histoire, Langres
- 2002: Galerie Levy, Hamburg
- 2003: Galerie Weber, Wiesbaden
- 2003: Schlossmuseum Bernburg/Saale
- 2006: Kommunale Galerie Schlangenbad
- 2007/2008: Verhüllungen, Reiss-Engelhorn-Museen, Mannheim[7]
- 2011: Chapelle des Jésuites, Chaumont (Haute-Marne)

## Werke in öffentlichen Sammlungen
- Kaiser-Wilhelm-Museum, Krefeld
- Landesregierung Nordrhein-Westfalen
- Saarländische Landesregierung
- Museum des 20. Jahrhunderts, Wien
- Karl-Ernst-Osthaus-Museum, Hagen
- Hessisches Landesmuseum, Darmstadt
- Städtische Kunsthalle Mannheim
- Museum Wiesbaden
- Pfalzgalerie Kaiserslautern
- Städtisches Museum (Simeonstift) Trier
- Galeria grada, Zagreb
- Städtische Kunstsammlungen Wolfsburg
- Landesmuseum Mainz
- Ministerium für Kultur, Familie und Sport Rheinland-Pfalz, Mainz
- Städtische Kunsthalle Recklinghausen
- Museum für Neue Kunst Freiburg i. Br.
- Staatliches Hochbauamt Freiburg i. Br.
- Universitätsbibliothek Freiburg i. Br.
- Kunstsammlung der Bundesrepublik Deutschland, Bonn
- National Gallery of Modern Art, New Delhi
- Staatsgalerie Stuttgart
- Galerie der Stadt Stuttgart
- Ministerium für Wissenschaft und Kunst, Stuttgart
- Sammlung der Landesgirokasse, Stuttgart
- Märkisches Museum der Stadt Witten
- Wilhelm-Hack-Museum, Ludwigshafen a. Rh.
- Staatliche Kunsthalle Karlsruhe
- Städtische Kunstsammlungen Karlsruhe
- Regierungspräsidium Karlsruhe
- Kernforschungszentrum Karlsruhe
- Städtische Kunstsammlung Villingen-Schwenningen
- Sammlung Domnick, Nürtingen
- Museum für Moderne Kunst (Fruchthalle), Rastatt
- Sammlung der Bundeswehr, Ulm
- Städtische Kunstsammlung Baden-Baden
- Städtische Wesenberg-Galerie, Konstanz

## Auszeichnungen
- 1957: Grafikpreis des Kunstpreises der Jugend, Baden-Baden
- 1985: Preis Künstler in Baden-Baden der Gesellschaft der Freunde junger Kunst Baden-Baden
- 2010: Paul-Strecker-Preis